# Rudolf Završnik
Rudolf Završnik, slovenski učitelj, *  20. avgust 1899, Preddvor, † 4. januar 1981, Ljubljana.

## Življenje in delo
Oče mu je bil učitelj Rudolf, mati mu je bila Albina (rojena Dermelj). Po končanem učiteljišču v Ljubljani (1919) je poučeval na različnih šolah, nazadnje do 1964 na
Osnovni šoli Majde Vrhovnik v Ljubljani. Sam ali v soavtorstvu je napisal več učbenikov slovenščine, med drugimi sta bili tudi zelo uveljavljena Prva čitanka (COBISS) in Začetni pouk v branju (1946). Bil je mentor pri vzgoji učiteljev nižjih razredov osnovnih šol. Prejel je Žagarjevo nagrado.